# Thogotovirus

Schemazeichnung eines Virusteilchens (Gattungen Thogotovirus und Quaranjavirus, Querschnitt von der kugelförmigen Gestalt)

Thogotovirus ist eine Gattung innerhalb der Virusfamilie der Orthomyxoviridae. 
Der erste bekannte Vertreter ist das Thogoto-Virus (englisch Thogoto virus, THOV; Spezies Thogotovirus thogotoense, früher Thogoto thogotovirus – ehemalige Typusart).
Thogotoviren sind behüllte Viren mit einzelsträngiger RNA negativer Polarität als Genom. Das Genom der Thogotoviren hat typischerweise 6 oder 7 Segmente, d. h. ssRNA-Moleküle negativer Polarität.
Thogotoviren verwenden als Arboviren Zecken als Vektor und können in Zellen von Zecken und Wirbeltieren vermehrt werden.

Genom von Thogotovirus

## Systematik

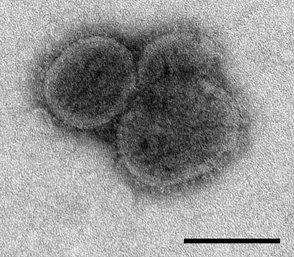
Drei Virionen des Bourbon-Virus in der sphärischen Form
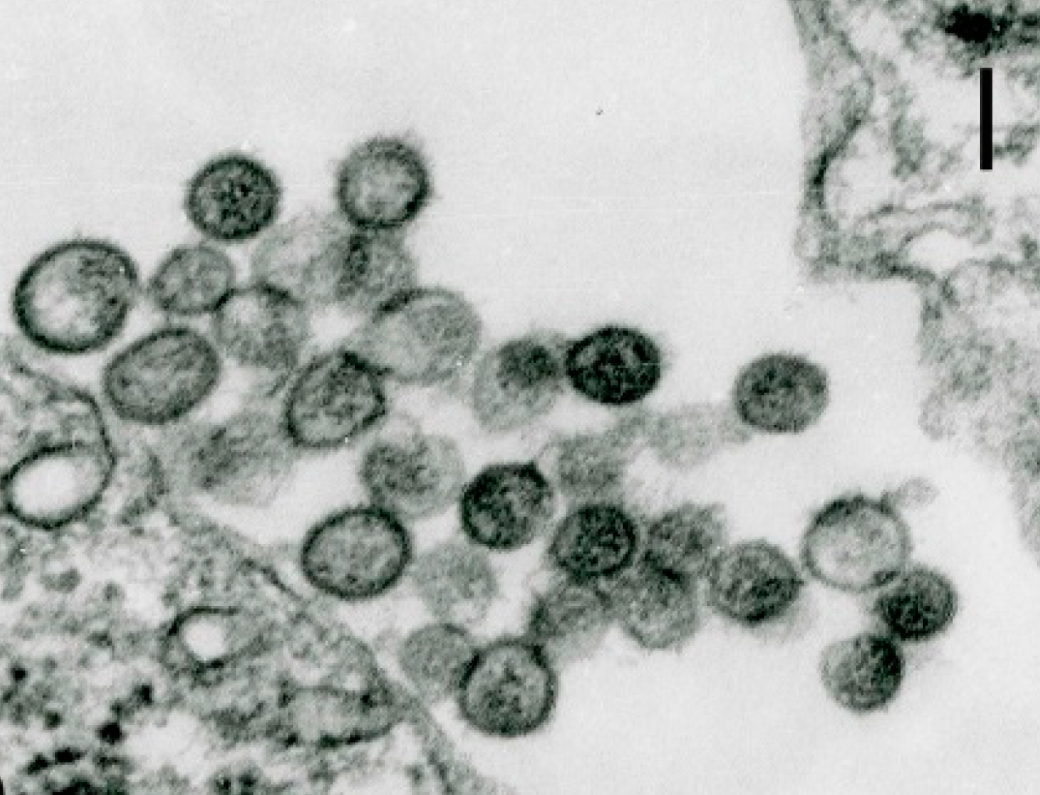
Upolu-Virus
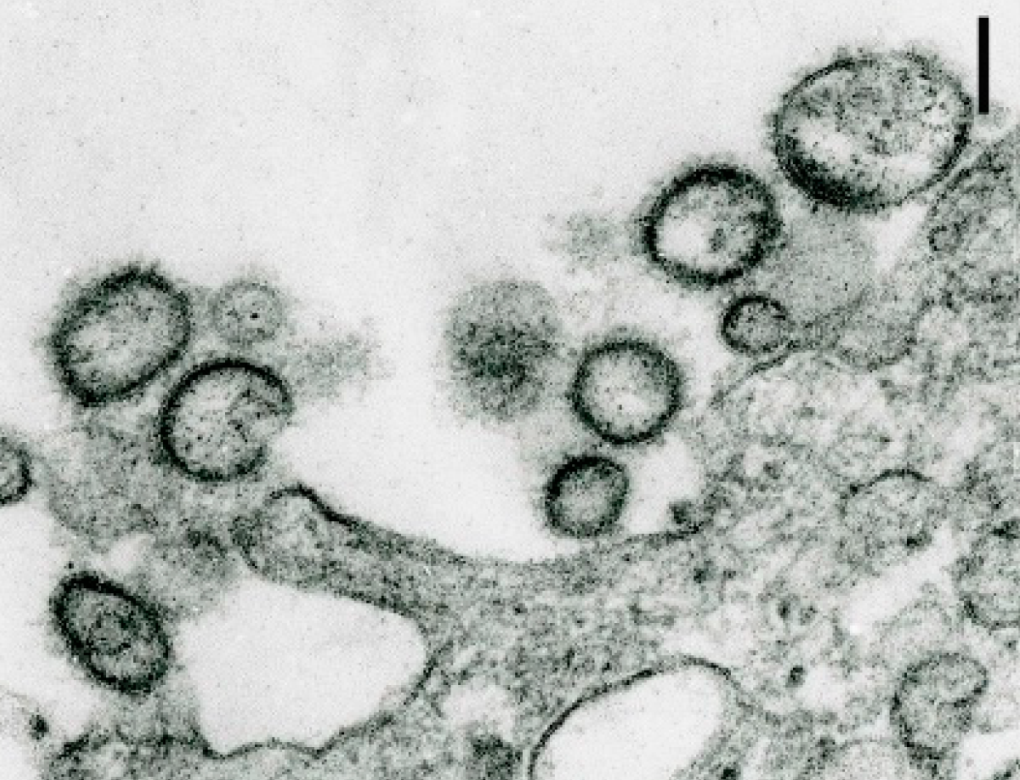
„Aransas-Bay-Virus“

Das Thogoto-Virus wurde erstmals im Thogoto-Waldgebiet in Kenia isoliert und nach ihm benannt. Die Gattung Thogotovirus umfasst folgende Spezies und Subtypen/Isolate (Stand 7. Mai 2024):
Gattung: Thogotovirus
- Spezies Thogotovirus bourbonense (abgetrennt von T. thogotoense) mit
  - Bourbon-Virus (BOUV)
- Spezies Thogotovirus dhoriense mit
  - Dhori-Virus Indian/1313/61 (DHOV)
  - Batken-Virus (BKNV)
- Spezies Thogotovirus josense mit
  - Jos-Virus (JOSV)
- Spezies Thogotovirus ozense mit
  - Oz-Virus (OZV)
- Spezies Thogotovirus sinuense mit
  - Sinu-Virus (SINUV)
- Spezies Thogotovirus thailandense mit
  - Thailand tick thogotovirus (TT-THOV)
- Spezies Thogotovirus thogotoense (früher Thogoto thogotovirus, ehem. Typusspezies) mit
  - Thogoto-Virus (THOV) inkl. SiAr 126
- Spezies Thogotovirus upoluense mit
  - Upolu-Virus (UPOV)

nicht klassifizierte Thogotoviren:
- Spezies „Apis thogotovirus 1“
- Spezies „Aransas-Bay-Virus“ (englisch „Aransas Bay virus“, ABV)
- Spezies „Rondonia thogotovirus“
- Spezies „Soybean thrips thogotovirus 1“
- Spezies „Soybean thrips thogotovirus 2“
- Spezies „Tiliqua thogotovirus“